# Piper pubipedunculum
Piper pubipedunculum är en pepparväxtart som beskrevs av Dc.. Piper pubipedunculum ingår i släktet Piper och familjen pepparväxter. Inga underarter finns listade i Catalogue of Life.